# Thirlwall Castle
Thirlwall Castle är ett slott i Storbritannien.   Det ligger i grevskapet och kommunen Northumberland i riksdelen England, i den centrala delen av landet, 400 km norr om huvudstaden London. Thirlwall Castle ligger 142 meter över havet.
Terrängen runt Thirlwall Castle är platt åt nordväst, men åt sydost är den kuperad. Thirlwall Castle ligger nere i en dal som går i öst-västlig riktning. Runt Thirlwall Castle är det ganska glesbefolkat, med 26 invånare per kvadratkilometer. Närmaste större samhälle är Haltwhistle, 5,3 km öster om Thirlwall Castle. Trakten runt Thirlwall Castle består i huvudsak av gräsmarker.